# Fünfter sein
fünfter sein ist ein Gedicht des österreichischen Lyrikers Ernst Jandl. Es ist auf den 8. November 1968 datiert und erschien erstmals im September 1970 in Jandls Lyrikband der künstliche baum. Im gleichbleibenden Aufbau seiner fünf Strophen wird die Situation eines Wartenden beschrieben, der Platz um Platz in der Warteschlange aufrückt. Erst die letzte Zeile deckt das Ziel des Wartens auf. fünfter sein gilt als eines der bekanntesten Gedichte Jandls und wurde als Bilderbuch und Theaterstück für Kinder adaptiert.

## Inhalt
Die erste Strophe beginnt mit den Zeilen:
tür auf

einer raus

einer rein

vierter sein
Die folgenden vier Strophen wiederholen den Aufbau der ersten Strophe und zählen immer weiter hinunter („dritter“, „zweiter“, „nächster“) bis zu den abschließenden Zeilen:
selber rein

tagherrdoktor

## Textanalyse
Das Gedicht fünfter sein besteht aus insgesamt fünf Strophen, von denen vier vollkommen identisch gestaltet sind und lediglich ein einziges Wort verändern. Auch die letzte Strophe besitzt den gleichen Aufbau, das zusammengeschriebene „tagherrdoktor“ durchbricht aber den rhythmischen Aufbau und wird damit als Pointe des Gedichts hervorgehoben. Die Sätze sind Ellipsen; statt „die Tür geht auf“ heißt es „tür auf“, auch die Adverbien „herein“ und „heraus“ werden sprachlich verkürzt. Die reduzierte Sprache und die Zweiwortsätze erinnern an den kindlichen Spracherwerb, die Struktur des Gedichts an Abzählreime von Kindern.
Die Strophen sind aus Paarreimen geformt, wobei das Paar „auf“ – „raus“ einen unreinen Reim bildet. Dem Jambus der ersten Zeile folgen in den beiden Mittelzeilen zwei Anapäste, den Abschluss bildet ein Daktylus mit Betonung der herunterzählenden Ordinalzahl. Jede Strophe besitzt nur ein einziges und immer gleiches Verb am Ende, das Kopulaverb „sein“. Die durchgehende Kleinschreibung sowie das fast identische Druckbild aller Strophen setzt die inhaltliche Monotonie auch visuell um.

## Interpretation
Die elliptischen Sätze des Gedichts können als Gedankenfetzen eines Wartenden gelesen werden, wobei das Ziel seines Wartens bis zur Auflösung in der letzten Zeile unbekannt bleibt. Seine Beobachtungen werden verkürzt wiedergegeben, er ist abgelenkt. Was ihn wirklich beschäftigt ist das betonte Herunterzählen: „vierter sein“, „dritter sein“, „zweiter sein“, „nächster sein“. Der Wartende definiert sich durch seine Position in der Warteschlange, er wird zu einer bloßen Zahl. Der Blick richtet sich vom Wartezimmer hinter die Tür, wo die eigentliche Handlung stattfindet, ohne beschrieben zu werden.
Der Infinitiv im Titel „fünfter sein“ lädt den Leser zur Identifikation mit dem Sprechenden ein. Das Rückwärtszählen bis zur abschließenden Variation „nächster sein“ steigert die Neugier des Lesers von Strophe zu Strophe. Unwillkürlich und ohne konkrete Indizien macht sich durch die Gleichförmigkeit des Ablaufs im Leser eine negative Vorahnung breit. István Eörsi beschrieb seine Phantasien: „Worauf die Wartenden wohl warten? Auf Hinrichtung? Auf Folter? […] Die wohltuende Pointe macht nicht vergessen, was die Struktur suggeriert: wir sind ausgeliefert, sitzen mit schrecklichen Vorahnungen da und warten, und es kann uns alles passieren.“
Die letzte Zeile bietet die Auflösung des Gedichts, die ebenso verblüffend wie alltäglich ausfällt: beschrieben wurde das Wartezimmer eines Arztes. Noch der Gruß „tagherrdoktor“ wirkt im Zusammenzug seiner Wörter nervös, schnell hingesagt, verrät das Sich-Hineinsteigern des Patienten. Die Spannung des Wartenden war der Bedeutung des tatsächlichen Vorgangs unangemessen, was umso mehr für die bedrohlichen Assoziationen gilt, die sich in Unkenntnis der Sachlage im Leser ausgebreitet haben. Der Aufbau des Gedichts folgt dem Schema eines Witzes: Spannung – Lösung – Wohlbefinden.
Ernst Jandl betonte in einem Gespräch mit Peter Huemer: „Diese überraschende Pointe widerlegt nicht das, was vorher steht. Es ist ein Vorgang, der bereits ein-, zwei-, drei-, viermal ablief, mit denselben Wörtern dargestellt worden, es ändern sich nur die Zahlwörter, es ist also in keiner Stelle etwas anderes angelegt worden als in der letzten Zeile herauskommt. Sie können das Gedicht aber dadurch zerstören, dass sie an jede Strophe ‚tagherrdoktor‘ stellen.“

## Rezeption
Das Gedicht fünfter sein wurde in seiner Entstehung von Jandl auf den 8. November 1968 datiert. Im September 1970 erschien es erstmals in der Gedichtsammlung der künstliche baum als Band 9 der neuen Reihe Sammlung Luchterhand im Taschenbuchformat. Der Gedichtband erreichte bereits im ersten Jahr eine Auflage von 10.000 Exemplaren und wurde von Jandl Mitte der 1970er Jahre zu seinen drei Standardwerken gerechnet.
fünfter sein gilt als eines der bekanntesten Gedichte Jandls. Es wurde mehrmals in eigene Jandl-Anthologien für Kinder aufgenommen, so 1988 in ottos mops hopst, wo der Zeichner Bernd Hennig die Spannung des Gedichts durch eine Reihe von wartenden Mäusen illustrierte, auf die hinter der Tür eine grinsende Katze lauerte. Norman Junge gestaltete das Gedicht als Bilderbuch mit mehreren kaputten Spielzeugfiguren und einem Teddybär im Wartezimmer eines Arztes. Zwar verriet er dadurch die eigentliche Pointe des Gedichts bereits grafisch, doch trat in seiner Umsetzung stärker die Individualität der einzelnen Patienten in den Vordergrund. Anna Wenzel setzte das Bilderbuch in ein Theaterstück für Kinder um, das am 7. Februar 2003 in Dortmund uraufgeführt wurde.
Für eine theoretische Abhandlung über die Kanonisierung der österreichischen Literatur wandelten die Herausgeber das wiederkehrende Motto aus fünfter sein ab: Die einen raus – die anderen rein. Sie betonten besonders: „Die Herausgeber fühlen sich dem Anreger Ernst Jandl vielfach verpflichtet und wollen dies implizit im Titel auch zum Ausdruck bringen.“

## Ausgaben
- Ernst Jandl: der künstliche baum. Luchterhand, Neuwied 1970, S. 65.
- Ernst Jandl: fünfter sein. In: Ernst Jandl: Poetische Werke. Band 4, Luchterhand, München 1997, ISBN 3-630-86923-8, S. 67.
- Ernst Jandl, Norman Junge: fünfter sein. Beltz, Weinheim 1997, ISBN 3-407-79195-X.

Als Vorlage für die letztgenannte Ausgabe diente die Verfilmung unter der Regie von Alexandra Schatz. Im Auftrag des SWF Baden-Baden ist das Gedicht als Beitrag für das Kindermagazin „Die Sendung mit der Maus“ durch Norman Junge grafisch umgesetzt worden. Das Buch, das unter Verwendung von Bildern aus dem Film entwickelt wurde, wurde 1998 in der Kategorie „Bilderbuch“ für den Deutschen Jugendliteraturpreis nominiert und 2012 in der Kategorie „Sonderpreis Illustration“ prämiert. Schon 1997 zeichnete es Radio Bremen mit dem „Luchs des Jahres“ aus, 1998 folgte der „Bologna Ragazzi Award“.